# 農地転用
農地転用（のうちてんよう）は、農地を農地以外の目的に転用することである。農転（のうてん）と略されることもある。農地法により規制されている。

## 転用者と転用許可
日本で農地を農地以外の目的に転用する場合は、権利者自身が農地を転用する場合は農地法第4条、所有権の移転や貸借によって他者の農地を転用する場合は第5条により、都道府県知事あるいは指定市町村長の許可が必要である。
農地転用の諸規制は食糧自給用地確保のためである。
なお、農地法では、農地だけでなく採草放牧地をも規制の対象としているが、第5条による転用目的権利移動で4ヘクタールを超えるか否かは、農地の面積のみで判断をし、採草放牧地の面積については考慮しない。また対象の土地が農地か否かは現況で判断し、登記簿上の地目とは直接には関係がない。一時的な転用（国の通達で3年間を原則とする。）で後に農地に復元する場合であっても規制の対象である。また、遊休農地、荒廃農地、耕作放棄地も本条でいう農地に当たる。
許可が不要な主なもの
- 国・都道府県が、道路、農業用用排水施設その他地域振興又は農業振興上の必要性が高いと認められる施設であって農林水産省令で定めるものの用に供するために転用・転用目的権利移動する場合
- 農地の所有者が2アール未満の農作物の育成もしくは養畜の事業のための農業用施設に供する場合
- 市町村が土地収用法に基づき転用する場合
- 土地区画整理法に基づく土地区画整理事業の施行により道路、公園等公共施設を建設するために転用する場合
- 市街化区域内にある農地で、市町村の農業委員会に事前に届け出た場合
- 省令で定める場合
- 採草放牧地を転用する場合（ただし、採草放牧地を農地に転用目的権利移動する場合は農地法第3条（権利移動）による規制がある）

違反に対する措置
- 第5条による許可を受けずになされた契約は無効である。
- 違反転用が行われた場合、農林水産大臣または都道府県知事は、工事停止命令や原状回復命令等を出すことができる。さらに、違反者が原状回復命令等に従わない場合や、行方知れず、急を要する場合には、農林水産大臣または都道府県知事は、自らその原状回復等の措置の全部または一部を講じることができる（行政代執行）。
- 無許可で転用・不正な手段により許可を受けたものは、刑事罰として3年以下の懲役または300万円以下の罰金に処される。

なお2015年安倍政権では、4ヘクタール以上についても農地転用の権限を国から地方自治体に移管する検討を行ない、権限移譲となった。

## 転用のための許可基準
農地転用の許可基準には、申請にかかる農地を、その営農条件および当該農地の周辺の土地の状況によって区分する立地基準と、農地の区分によらず適用される一般基準がある。

立地基準については
一般基準
- 転用事業が確実に行われること（農地法第4条第6項第3号、同法5条2項3号）
- 周辺のうちの営農条件に支障を生じないこと（農地法第4条第6項第4号、同法5条2項4号）
- 地域における農地の効率的、総合的利用に支障を生じないこと（農地法第4条第6項第5号、同法5条2項5号）
- 仮設工作物の設置等の一時的な転用の場合は、農地が確実に復元されること（農地法第4条第6項第6号、同法5条2項7号）

## 手続の代理
農地転用に関する手続きには様々な種類があり、要件や添付書類も複雑なことから、下記の資格者が代理して行うことができる。
行政書士
農地転用に関する手続きは行政書士が行うことができる。行政書士法第1条の2第1項による書類作成は行政書士のみが行うことができる業務、また、同法第1条の3によって代理申請が認められている。ただし、他の法律において制限されているものについては、書類作成も提出代理も行うことができない。（同法第1条の2第2項、同法第1条の3但し書き）
弁護士
法律事務の一環として農地転用に関する手続きを行える。ただし、弁護士法第72条の規定に抵触する場合は、弁護士のみ行うことができる。(弁護士法第72条)
司法書士
不動産の権利に関する登記申請又は昭和44年5月12日民事甲第1093号法務省民事局長通達で認められている地目変更登記申請に添付する場合、農地転用関係の証明書類の交付請求書を作成することは司法書士も行うことができる。(昭和39年9月15日民事甲第3131号法務省民事局長回答)
土地家屋調査士
不動産の表示に関する登記である地目変更登記申請に添付する場合、農地転用関係の証明書類の交付請求書を作成することは土地家屋調査士も行うことができる。(昭和51年4月7日法務省民三第2492号法務省民事局長回答)